# Lindsay Ellis
Lindsay Carole Ellis, född 24 november 1984, är en amerikansk filmkritiker, filmfotograf, författare och tidigare youtubare. Mellan 2014 och 2021 publicerade Ellis filmkritik på Youtube i form av egenproducerade videoessäer. År 2018 hade hon en halv miljon prenumeranter på Youtube. Ellis debuterade som författare år 2020 med science fiction-romanen Axiom's End.